# Bonesmühle
Bonesmühle ist ein Gemeindeteil der Stadt Dorfen im oberbayerischen Landkreis Erding. Die Einöde liegt circa fünf Kilometer südöstlich von Dorfen und ist über die Kreisstraße 25 zu erreichen.

## Baudenkmäler
Siehe: Liste der Baudenkmäler in Bonesmühle